# Adam Szwabowicz
Adam Szwabowicz (ur. 5 marca 1912 w Stanisławowie, zm. 17 lutego 1983 w Warszawie) – polski uczony, specjalista farmakologii i toksykologii weterynaryjnej.

## Życiorys
Dyplom lekarza weterynarii uzyskał na Akademii Medycyny Weterynaryjnej we Lwowie w 1935 i podjął pracę w Katedrze Farmakologii i Toksykologii macierzystej uczelni w charakterze asystenta. W 1936 pod kierunkiem Wincentego Skowrońskiego obronił rozprawę doktorską Wpływ diety na działanie środków moczopędnych. Kontynuował pracę we Lwowie także podczas obu okupacji radzieckich i okupacji niemieckiej (odpowiednio w rosyjskim instytucie weterynaryjnym i na niemieckich fachowych kursach weterynaryjnych), uczestnicząc jednocześnie w ruchu oporu. W 1941 uzyskał tytuł kandydata nauk i stopień docenta.
Po wygnaniu ludności polskiej ze Lwowa w 1945 osiadł we Wrocławiu. Na Wydziale Weterynaryjnym miejscowej Wyższej Szkoły Rolniczej zorganizował Katedrę Farmakologii i Toksykologii i objął jej kierownictwo; w 1953 otrzymał krajowy stopień docenta. W 1960 przeszedł do pracy w Zakładzie Higieny Weterynaryjnej w Warszawie. Potem pracował w Centralnym Laboratorium Przemysłu Paszowego w Warszawie oraz w Departamencie Weterynarii w Ministerstwie Rolnictwa. Na emeryturę przeszedł w 1978.
Był autorem szeregu publikacji z zakresu farmakologii i toksykologii weterynaryjnej, głównie w czasopismach specjalistycznych. Ogłosił m.in. monografie Receptura i receptariusz weterynaryjny (dwa wydania: 1952 i 1957) i Receptariusz weterynaryjny (1968).